# Dirck Jansz. Verheyden
Dirck Jansz. Verheyden ook Dirck Jansz. (?  - Delft, begraven 6 oktober 1603) was een Noord-Nederlandse glazenier.

## Biografische aantekeningen
De Delftse glasschilder Verheyden kreeg in 1600 de opdracht van de stad Delft om een gebrandschilderd glas te maken voor de Goudse Sint-Janskerk. De Delftse bestuurders kozen voor het weergegeven van het Leidens Ontzet in 1574 met op de voorgrond een afbeelding van stadhouder Willem I met achter hem vier Delftse burgemeesters. Het ontwerp van de afbeelding was gemaakt door de Leidse schilder en burgemeester Isaac Claesz. van Swanenburg. Hoewel Verheyden meerdere malen in Gouda is geweest om de maten voor het glas op te nemen werd het glas zelf vervaardigd in zijn atelier in de Nieuwstraat in Delft. Verheyden heeft tot zijn overlijden in het najaar van 1603 aan het glas gewerkt. Na zijn overlijden werd het werk afgemaakt door zijn leerling - maar al sinds 1583 als meester toegelaten tot het Sint-Lucasgilde van Delft - Dirck Reiniersz. van Douwe, die het glas in juli 1604 in de Sint-Jan heeft geplaatst. Aanvankelijk werd het glas toegeschreven aan de Leidse glasschilder Cornelis Cornelisz. Clock, maar uit de stadsrekeningen van Gouda blijkt dat beide Delftse glasschilders de makers zijn geweest.
Verheyden (Dirck Jansz, Glaesmaecker in de Nieuwestraat) werd op 6 oktober 1603 begraven in de Nieuwe Kerk van Delft.